# カイマン森の儀式
カイマン森の儀式（カイマンもりのぎしき、ハイチ・クレオール語: Seremoni nan bwa Kayiman）は、ハイチ革命の発端となったブードゥー教の儀式。

## 概要
1791年8月14日の夜にサン＝ドマング北部のボア・カイマンと呼ばれる森の中で奴隷たちがフランスへの一斉蜂起を計画する為の大きな集まりがあった。ブードゥー教の高僧デュティ・ブークマンが主宰し各農園から約200人の奴隷監督が集結した。ブークマンは蜂起を起こすように演説し参加者たちを奮い立たせた。蜂起の誓約をしてブードゥー教の儀式が行われた。激しい雨が降り雷が轟き稲妻が走る中ブードゥー教の巫女セシル・ファティマンが鋭利なナイフを頭上で回し髑髏の舞いを踊り、アフリカ風の唄を歌い参加者が顔を地面に伏してその唄を歌った。生贄の黒豚が引き出され、ナイフで腹を抉られ泡立つ血が参加者に木桶で配られる。ファティマンが合図すると、参加者は跪き蜂起の首領と宣せられたブークマンの命令に絶対服従することを誓った。
ブークマンの演説の内容は、1820年代にハイチ北部で作家のエラール・デュメールにより集められた伝聞が定説となっている。
我らに光をもたらす太陽を創造し、波を起こし、嵐を鎮める神は雲の陰からでも我らを見守りたもう。神は白人の行ないのすべてを知りたもう。白人の神は悪事を唆すが、我らの神は、我らに善行を求め、不正への復讐を命じたもう。神は我らの戦いを導き助けてくださるであろう。我らの涙の源泉である白人の神の象徴（十字架）を捨て、我らの胸に語りかける自由の声に耳を傾けよ。—カイマン森の儀式でのデュティ・ブークマンの演説